# Simple public key infrastructure
La infraestructura simple de clave pública (en inglés: simple public-key infrastructure, SPKI) fue un intento de superar la complejidad de la infraestructura tradicional de clave pública X.509. Se especificó en dos especificaciones de solicitud de comentarios (RFC) de la Fuerza de trabajo de ingeniería de Internet (IETF): RFC 2692 y RFC 2693, del grupo de trabajo IETF SPKI. Estos dos RFC nunca pasaron el nivel de madurez "experimental" del estado RFC del IETF. La especificación SPKI definió un formato de certificado de autorización, que proporciona la delineación de privilegios, derechos u otros atributos (llamados autorizaciones) y vincularlas a una clave pública. En 1996, SPKI se fusionó con Simple Distributed Security Infrastructure (SDSI) por Ron Rivest y Butler Lampson.
- Datos: Q5962327